# Residència dels Estats de Rajputana Occidental

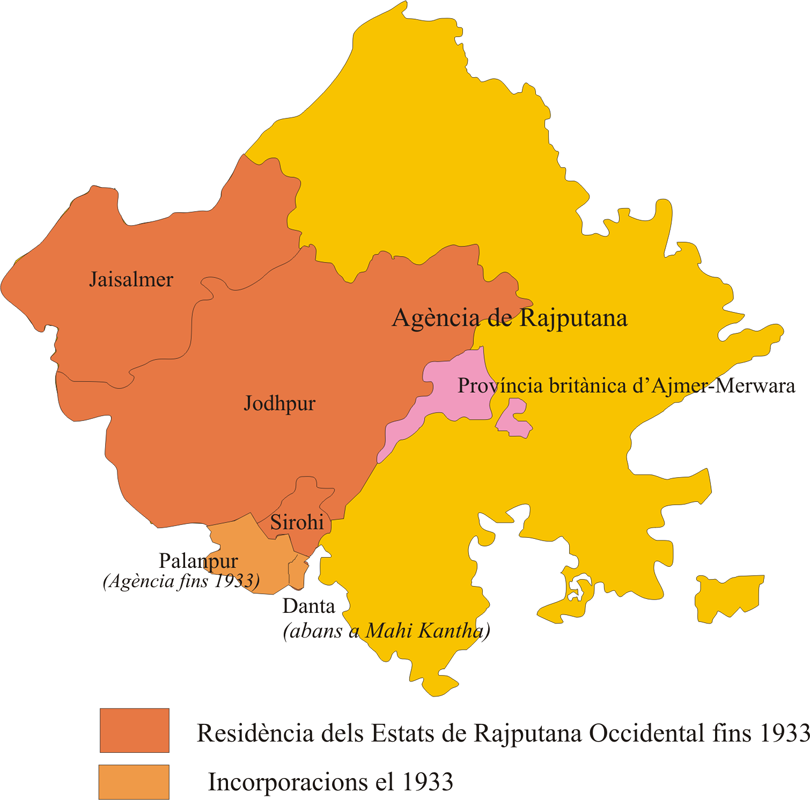
Residència dels Estats de Rajputana Occidental

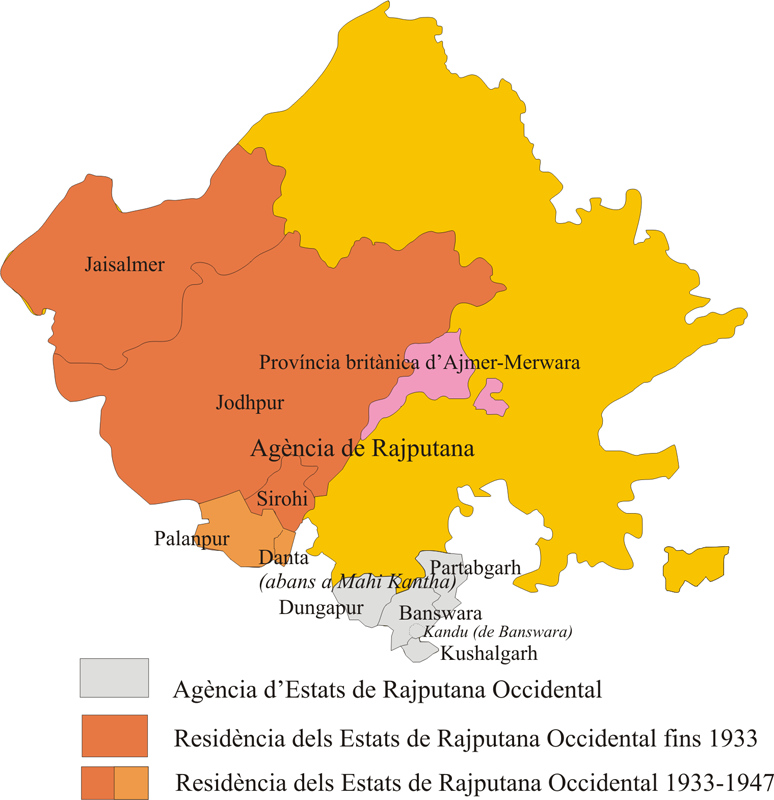
Agència i Residència dels Estats de Rajputana Occidental

La Residència dels Estats de Rajputana Occidental fou una divisió de l'Agència de Rajputana formada pels estats del sud-oest, Jodhpur (el més gran de l'agència), Jaisalmer i Sirohi. Tenia al nord Bikaner, a l'oest els estats de Bahawalpur i Khairpur al Panjab, i la província del Sind, al sud el Gujarat i entre d'altres el Palanpur, i a l'est Udaipur, la província d'Ajmer-Merwara, Kishengarh i Jaipur. La capital fou la ciutat de Jodhpur.
Era un territori àrid i sec excepte al sud-est de Jodhpur i Sirohi, amb les muntanyes Aravalli que marcaven el límit sud-oriental. La població que el 1881 sobrepassava en uns vuit mil habitants els dos milions, va passar a 2.834.715 el 1891 per baixar a 2.163.479 el 1901 a causa de la fam de 1899-1900 i les epidèmies que la van seguir.
Tot i ser la divisió més gran de la Rajputana (més del doble de la següent) fou una de les de menys densitat de població (41 hab./milla quadrada, però a Jaisalmer només de 4,5 persones per milla quadrada). La superfície era de 137.241 km². El 82% era de religió hindú, el 8% musulmà i el 7% jains, i la resta altres religions incloent sikhs i cristians (aquestos quasi tots a Sirohi). En total la residència tenia 4909 pobles i 33 ciutats. Les principals ciutats era Jodhpur, Phalodi, Nagaur, Pali, Sojat i Sambhar.
El 1933 l'estat de Palanpur, el principal de l'antiga agència de Palanpur (anomenada agència Banas Kantha entre 1925 i 1933), i l'estat de Danta (de l'agència Mahi Kantha) foren incorporats a aquesta residència i, per tant, a l'agència de la Rajputana.
La residència era una entitat diferent a l'Agència dels Estats de Rajputana Occidental, formada pels estats de Banswara, Partabgarh, Dungarpur i Kushalgarh, formada el 1906.

## Residentes
- 1880 P.W. Powlett
- 1880 - 1881 W. Tweedie
- 1881 - 1884 P.W. Powlett (segona vegada)
- 1884 C.A. Bayley (interí)
- 1884 - 1886 P.W. Powlett (tercera vegada)
- 1886 - 1889 C.A. Bayley
- 1889 W. Loch (interí)
- 1889 - 1892 P.W. Powlett (quarta vegada)
- 1892 - 1893 H.B. Abbott
- 1893 W.H.C. Wyllie (interí)
- 1893 - 1895 H.B. Abbott (segona vegada)
- 1895 - 1895 J.H. Newill (interí)
- 1895 - 1895 A.H.T. Martindale
- 1895 - 1897 H.B. Abbott (tercera vegada)
- 1897 - 1898 A.H.T. Martindale
- 1898 C.E. Yate (interí)
- 1898 - 1899 W.H.C. Wyllie (segona vegada)
- 1899 C.E. Yate (interí)
- 1899 - 1900 W.H.C. Wyllie (tercera vegada)
- 1900 - 1901 A.P. Thornton
- 1901 - 1902 Keith David Erskine
- 1902 A.P. Thornton (segona vegada)
- 1902 - 1903 Keith David Erskine (segona vegada)
- 1903 - 1905 R.H. Jennings
- 1905 - 1908 W.R. Stratton
- 1908 Henry Venn Cobb
- 1908 - 1909 E.V. Gabriel
- 1910 - 1918 Charles J. Windham
- 1919 - 1924 Leonard W. Reynolds
- 1925 - 1926 A.D. Macpherson
- 1926 - 1927 H S Strong
- 1928 - 1931 C.H. Gabriel
- 1931 - 1932 D.G. Mackenzie
- 1933 - 1934 Arthur C Lothian
- 1934 - 1936 Wightwick
- 1937 - 1939 George V.B. Gillan
- 1939 - 1940 William Edgerton
- 1940 - 1943 N.S. Alington
- 1943 - 194? No conegut
- 194? - 1947 G.B. Williams